# 长青乡 (佳木斯市)
长青乡，是黑龙江省佳木斯市郊区下辖的一个乡镇级行政单位。

## 行政区划
长青乡下辖以下地区：
清源社区、新府社区、佳丹社区、冬梅社区、新城社区、光明村、佳西村、前进村、四合村、万兴村、五一村和兴家村。